# Koreai irodalom
A koreai irodalom a koreai nyelven vagy koreai személyek által írt irodalmi művek összességét jelenti. A művek kezdetben klasszikus kínai nyelven, majd koreai nyelven, de kínai írással, később pedig hangul írással születtek. A koreai irodalom tárgykörébe tartozónak tekintik az úgynevezett „szóbeli irodalomba” tartozó, szájról-szájra terjedő legendákat, énekeket, phanszori (pansori)-műveket, a népi drámák körébe tartozó koreai bábjátékot vagy a maszkos táncokat is.
A három királyság korának irodalmában a meghatározó műfaj a hjangga (hyangga) volt. A Korjo (Goryeo)-korban keletkeztek olyan történelemkönyvek, mint a Szamguk szagi (Samguk sagi) és a Szamguk jusza (Samguk yusa). Számos buddhista dokumentum maradt fenn ebből a korból, például a Csikcsi (Jikji). A 13. század végén megjelent a rövid sidzso (sijo) és a hosszabb kasza (gasa) versforma. A Csoszon (Joseon)-korban virágzott az irodalmi élet, népszerűek voltak a meséket, mondákat megörökítő elbeszélések, az állatmesék, a történelmi regények. Az első modern regényt I Gvangszu (Yi Gwang-su) írta 1917-ben. A japán megszállás alatt a modernizmus és a realizmus volt a meghatározó irányzat.
A koreai háborút követő időszak dél-koreai irodalmát a háború és következményei határozták meg. A korszak legfontosabb írói közé tartozik Cshö Inhun (Cshoi In-hun), Pak Kjongni (Park Gyeong-ni), valamint Cso Szehi (Jo Se-hui). Az 1990-es évek új irodalmi trendeket teremtettek, előtérbe került az individualizmus. Sin Gjongszuk (Shin Gyeong-suk) az évtized egyik legsikeresebb írónője.
Észak-Koreában a kettéválást követően az irodalom elsődleges szerepe a kommunizmus eszméjének terjesztése volt, jellemző volt a szocialista realizmus és a forradalmi romantika. Az 1960 utáni irodalom központi témája a dzsucse volt. Az 1990-es évek előtti időszakra jellemző a „szocialista éden”-megközelítés, ez a 2000-es években némiképp megváltozott.
A koreai irodalom a koreai hullámnak köszönhetően külföldön is egyre népszerűbb, 2011-ig több mint 1500 művet fordítottak le 34 nyelvre. Több regény, verseskötet és népmese megjelent magyarul is.
2018 és 2022 között 1,85 millió példányban keltek el koreai művek világszerte.

## A koreai nyelv

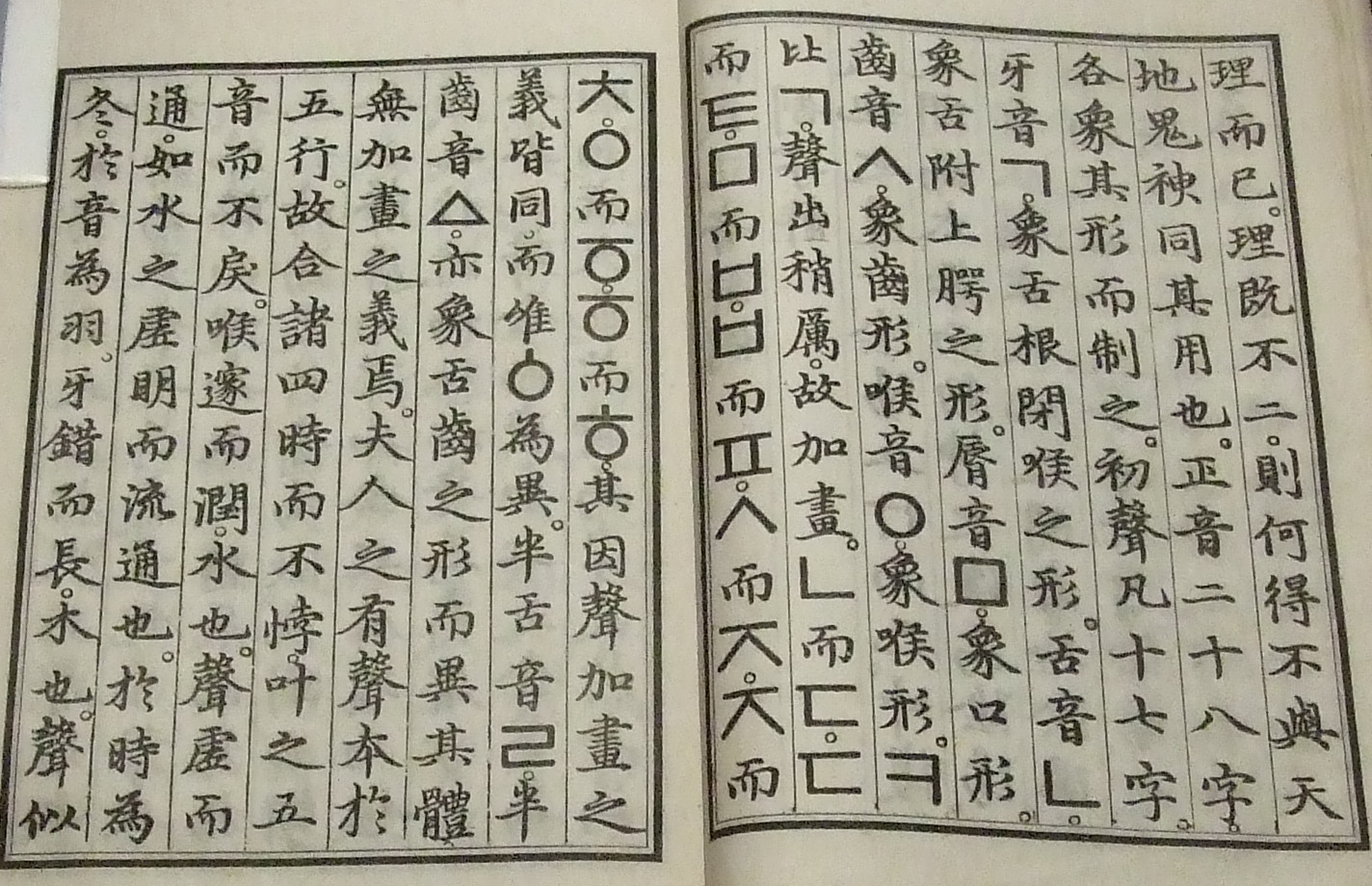
A hangul betűk kínai írású magyarázata a Hunmindzsongum herje (Hunminjeongeum herye) dokumentumban

A koreai nyelv mintegy 77 millió ember anyanyelve, Észak-Korea, Dél-Korea, valamint Kína Jenpien Koreai Autonóm Prefektúrájának hivatalos nyelve. A koreai nyelvet hosszú időn át kínai írásjegyekkel írták, ezek elnevezése handzsa. Többféle rendszer is létezett, az idu írást (이두) már a 7. században használták kínai szövegek transzliterációjához. A Korjo (Goryeo)-korban ezt követte a jóval fejlettebb hjangcshal (hyangchal) (향찰) rendszer, melynek segítségével teljes mondatokat tettek koreaiul olvashatóvá a handzsa írásjegyek segítségével. Ezen felül létezett még a kugjol (gugyeol) (구결) rendszer is, melyet kínai klasszikusok olvasásához használtak.
A 15. század óta létezik a hangul (hangeul) ábécé, melyet kifejezetten a koreai nyelvre hoztak létre Csoszon (Joseon)-kori tudósok, ám a konfucianizmus és a kínai kultúra befolyása miatt egészen 1945-ig nem nagyon használták. Az első hangullal írt, 1446-ban publikált Hunmindzsongum herje (Hunminjeongeum herye) dokumentum 1997-ben bekerült az UNESCO A világ emlékezete programjába. Ezeknek a nyelvi sajátosságoknak megfelelően a korai irodalom klasszikus kínai nyelven, majd koreai nyelven, de kínai írásjegyekkel íródott, a hangul bevezetését követően pedig hangullal írt művek is megjelentek, de a 20. századig a kínai írással írt művek domináltak.
A koreai nyelv nem egységes, regionális különbségek lépnek fel a dialektusokban, bár Dél-Koreában az írott irodalmi nyelv a szöuli dialektuson alapszik. Az észak-koreai és a dél-koreai változat között is számos különbség található, amióta a Koreai-félsziget két részre szakadt. Nem csak a kiejtés és az egyes szavak jelentése, valamint a dél-koreai nyelvváltozatban a nyugati, főleg angol nyelvterületről átvett szavak jelentik a különbséget, de nyelvtan és helyesírás tekintetében is különbözik a két országban beszélt és írott koreai nyelv.
A dél-koreai nyelvváltozat szókészletében mintegy 35%-ban találhatóak őshonos szavak, a szókincs további 60%-a sino-koreai (azaz koreanizált kínai) eredetű, 5% pedig külföldi (főképp angol és francia) jövevényszó. 1945 előtt ezek japán közvetítéssel, utána pedig közvetlenül kerültek át a koreai nyelvbe. A jövevényszavak becsült száma 20 000 körül mozog, melynek 90%-a angol eredetű.

## Története

### Korai irodalom
A szájhagyomány útján terjedő legendák eredete egészen a legkorábbi ismert időkig vezethető vissza. Ilyenek az egyes királyságok alapító legendái, például a koreai nép atyjaként emlegetett Tangun (Dangun) legendája, melynek legkorábbi ismert verzióját a Szamguk juszában (Samguk yusában) jegyezte le Irjon (Il-yeon) szerzetes, aki a kínai Vejsu (Weishu)t (魏書, „Vej (Wei) könyve”) használta fel forrásként, így nem tudható, mennyire autentikus a lejegyzés. Ugyanígy Irjon (Il-yeon) lejegyzéséből ismerni csupán Szuro (Suro), Kumgvan Kaja (Geumgwan Kaya) uralkodójának mondáját, mivel a korszakból egyetlen írásos emlék sem maradt fenn.
Az első lejegyzett koreai verset Juri (Yuri) kogurjói (goguryeói) királynak tulajdonítják i. e. 17-ből, mely a Hvangdzsoga (Hwangjoga) (황조가, 黃鳥歌; „Sárgarigók”) címet viseli, azonban történészek egyetértenek abban, hogy nagy valószínűséggel nem ő költötte, hanem egyszerű népi költemény.
| 翩翩黃鳥 | 편편황조 | Phjonphjonhvangdzso (Pyeonpyeonhwangjo) | Röpködő sárgarigók,             |
| 雌雄相依 | 자웅상의 | csaungszangi (jaungsangui)              | férfi és nő, szerelemmel telve. |
| 念我之獨 | 염아지독 | Jomadzsidok (Yeomajidok)                | Magányomban én                  |
| 誰其與歸 | 수기여귀 | szugijogü (sugiyeogwi)                  | ugyan kivel megyek haza?        |

### A három királyság és az Egyesített Silla kora

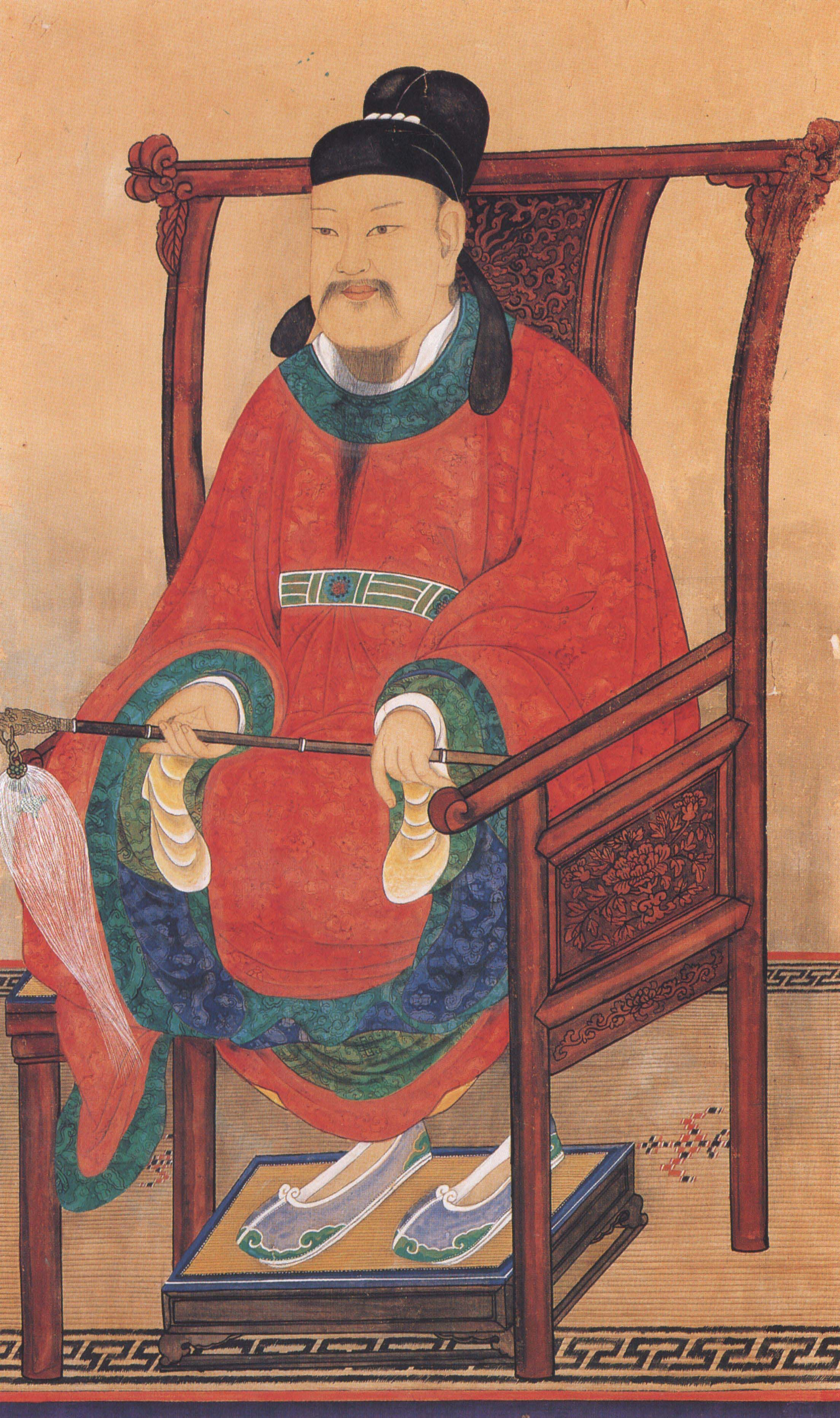
Cshö Cshivon (Choi Chi-won)

A három királyságként emlegetett Silla, Pekcse (Baekje) és Kogurjo (Goguryeo), valamint az őket követő Egyesített Silla korának irodalmában a meghatározó műfaj a hjangga (hyangga) (향가) volt, melyet népdalként lehetne leginkább definiálni. A kínaiak már elég korán feljegyezték, hogy a koreaiak szeretnek táncolni és énekelni, olyan kötetekben, mint a Szan kuo cse (San guo zhi) (三國志, „A három királyság története”, 3. század) vagy a Hou Han su (Hou Han shu) (後漢書, „A kései Han-dinasztia könyve”, 5. század). A kínaiakat meglepte, hogy a koreai államokban mennyire gyakran tartanak táncos-zenés ünnepeket, sámánisztikus rituálékat. A 7. századtól az idu írás bevezetésével a korábban szájhagyomány útján terjedő dalokat le is jegyezték. A 9. század végén Szamdemok (Samdaemok) (삼대목, 三代目) címmel hjangga (hyangga)gyűjtemény is készült Sillában, azonban a 13. századi mongol invázió idején sok más feljegyzéssel együtt ez is elpusztult. Mára csupán néhány korabeli hjangga (hyangga) maradt fenn. Az első dal, amit kínai írással lejegyzetek, még a Kaja (Kaya)-korszakból származik, a címe Kudzsi ka (Guji ga), azaz „Kudzsi (Guji) éneke”, mellyel valószínűleg Szuro (Suro) királyért imádkoztak.
A kínai hatás nem csak az írásjegyek használatában mutatkozott meg, de kínai hagyományok szerint történt az egyes államok történelmének feljegyzése is. Számos óriás kőfaragvány született ebben a korszakban, melyekre neves személyek, királyok tetteit vésték fel, szintén kínaiul. A konfucianizmus és a buddhizmus terjedése az irodalmi témaválasztást is befolyásolni kezdte. Akárcsak a politikai életben, az irodalom és a művészetek területén is Silla volt a vezető állam a térségben, és bár valószínűleg a másik két államnak is voltak saját dalai, költeményei, ezek írásos emléke nem található. A fennmaradt sillai hjangga (hyangga)-költeményekre nagy hatással volt a buddhizmus és számos szól a hvarangok (hwarangok), az állam elit lovagjainak hőstetteiről.
Az Egyesített Silla korban több kiemelkedő íróról is tudomása van az irodalomtörténetnek. Egyikük Szol Cshong (Seol Chong) (설총), a Hvavanggje (Hwawanggye) (화왕계, 花王戒; „Intelem a Virágok Királyának”) című példázat szerzője, valamint a Tang-kori Kínában tanult Cshö Cshivon (Choi Chi-won) (최치원), aki kínai nyelven írt költeményeket.
Az utókorra fennmaradt hjanggák (hyanggák):
- Szodongjo (Seodongyo) (서동요, c. 600)
- Hjeszongga (Hyeseongga) (혜성가, 594)
- Phungjo (Pungyo) (풍요, c. 635)
- Von vangszengga (Won wangsaengga) (원왕생가, c. 661–681)
- Mo csukcsirangga (Mo jukjirangga) (모죽지랑가, c. 692–702)
- Honhvaga (Heonhwaga) (헌화가, c. 702–737)
- Vonga (Wonga) (원가, 737)
- Toszolga (Dosolga) (도솔가, 760)
- Cse mangmega (Je mangmaega) (제망매가, c. 742–765)
- Anminga (안민가, 765)
- Cshan kipharangga (Chan giparangga) (찬기파랑가, c. 742–765)
- To cshonszu kvanumga (Do cheonsu gwaneumga) (도천수관음가, c. 762–765)
- Udzsokka (Ujeokga) (우적가, c. 785–798)
- Cshojongga (Cheoyongga) (처용가, 879)
- Pohjon sibvonga (Bohyeon sibwonga) (보현십원가, 923–973)

### Korjo(Goryeo)-kori irodalom

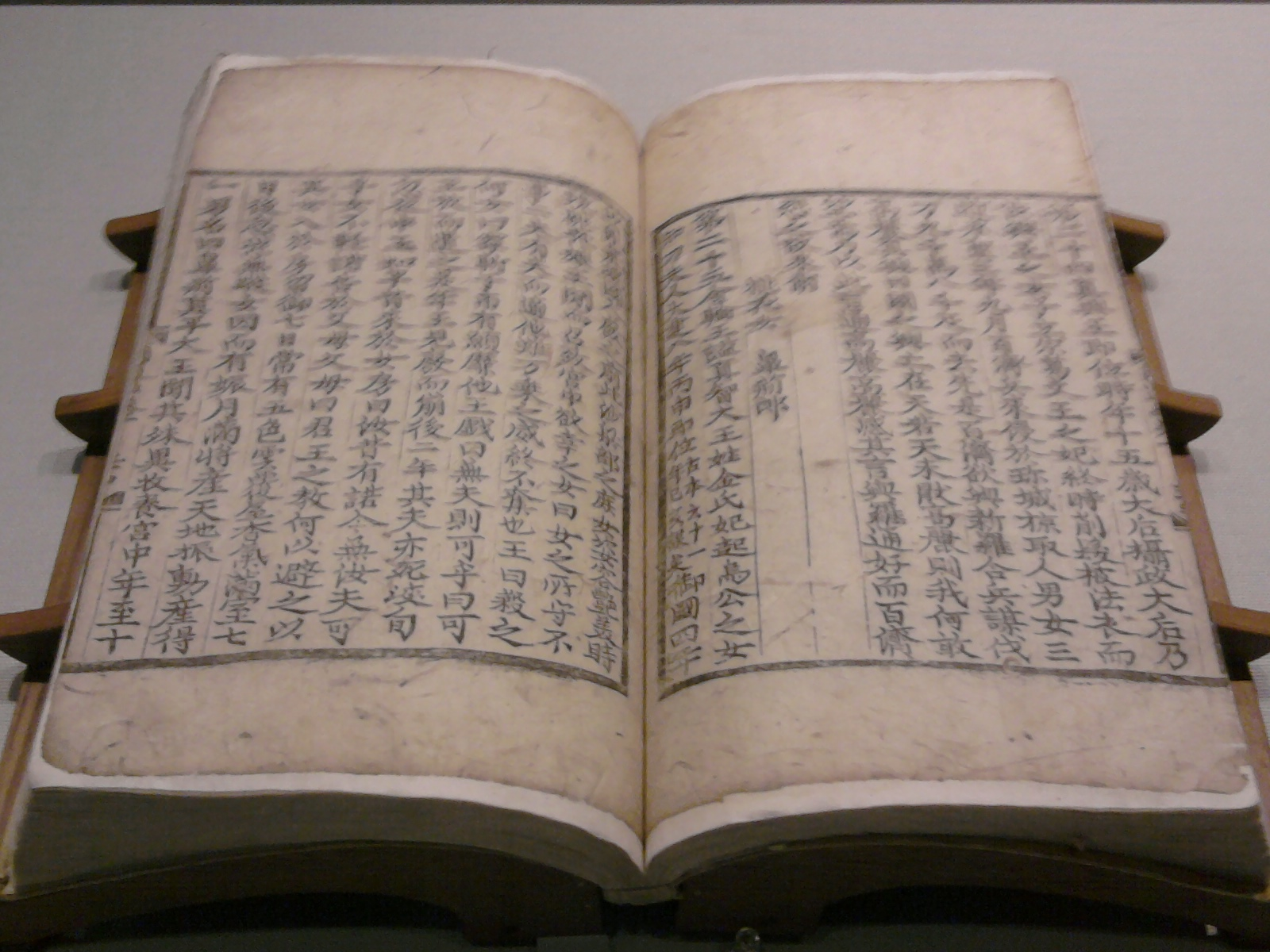
A Szamguk jusza

1013-ban megkezdődött Korjo (Goryeo) állam történelmének összefoglalása, kiadtak egy 36 kötetes történelemkönyvet, ez azonban a kitaj támadás következtében megsemmisült. A fennmaradt kiadványok közül a kora koreai történelem kutatásában az 1145-ben kiadott Szamguk szagi (Samguk sagi) (삼국사기, „A három királyság története”) és az 1285-ben kiadott Szamguk jusza (Samguk yusa) (삼국유사, „A három királyság emlékezete”) játszik fontos szerepet. 1234-ben kiadták Cshö Juni (Choi Yun-ui) (최윤의) korábban összegyűjtött 50 kötetes könyvét, a Szangdzsong kogum jemun (Sanjeong gogeum yemun)t (상정고금예문, „A múlt és a jelen szokásainak részletes leírása”). I Gjubo (Lee Gyu-bo) (이규보) Tongmjong vangphjon (Dongmyeong wangpyeon) (동명왕편, „Tongmjong király legendája”) című művéből Kogurjo (Goguryeo) alapításának legendája ismerhető meg. A Karak kukki (Garak gukgi) (가락국기) Kumgvan Kaja (Geumgwan Gaya) (Karak (Garak)) állam legendáit és történeteit gyűjtötte össze. A Silla szuidzson (Silla suijeon) (신라수이전, „Bizarr sillai történetek”) természetfeletti legendákat örökített meg a Silla korból. Számos buddhista szöveg, könyv keletkezett ebben az időben, beleértve például a Csikcsi (Jikji)t.
A kínai befolyásnak köszönhetően nagy népszerűségnek örvendtek a kínai költők, mint például Li Paj (Li Bai) vagy Tu Fu (Du Fu). A koreai költők is írtak kínai stílusú verseket, ezek neve hansi (한시). A 13. század végén megjelent a rövid sidzso (sijo) (시조) versforma, valamint a hosszabb cshangga (changga) (창가), de a kasza (gasa) (가사) is a Korjo (Goryeo)-korban keletkezhetett. Gyakori téma volt az őszintén kifejezett szerelem, ez élesen elüt például a sillai irodalmi tradícióktól és a kiszeng (gisaeng)ek is írtak verseket. A kor kiváló konfucianista tudósai, mint Cshö Cshung (Choi Chung) (최충) vagy Cshö Szungno (Choi Seung-no) (최승로) költeményeket és prózát is írtak.
Királyi parancsra Korjóban (Goryeóban) elkezdték a nép által mesélt történeteket gyűjteni, és számos kiváló író és költő népszerűsítette a phegvan (paegwan)-irodalmat (패관), illetve írt maga is ilyen népies jellegű történeteket. A kor kiválóságai közé tartoztak a Csungnim kohö (Jungnim gohoe) (중림고회, „A bambuszerdő bölcsei”) tagjai, többek között I Illo (Lee Il-lo) (이인로), Im Cshun (Im Chun) (임춘) és I Gjubo (Lee Gyu-bo) (이규보). A társaság irodalomkritikával is foglalkozott. Népszerűek lettek a különféle tárgyakat (papír, pénz) és állatokat (teknős, ebihal) megszemélyesítő allegorikus történetek, például I Gok (Lee Gok) (이곡) Csuk puin cson (Juk buin jeon) (죽부인전, „Bambusz asszony története”) című műve. Ugyancsak elterjedt az életrajzok írása, különösen olyan személyeké, akiket életükben nem becsültek meg a munkásságukért.
A Korjo (Goryeo)-korban írt dalokat a későbbi korokban vulgárisnak találták, nagy részüket ezért inkább nem jegyezték le, vagy ha le is jegyezték, feltehetően cenzúrázták. Összesen 33 olyan dal maradt fenn így, amelynek szövege ismert, jó részük a Korjosza (Goryeosa) (고려사, „Korjo (Goryeo) története”), az Akhak kvebom (Akhak gwebeom) (악학궤범, „Zenei kánon”), az Akcsang kasza (Akjang gasa) (악장가사, „Dalszövegek zenére”) valamint a Sijong hjangakpo (Siyong hyangakbo) (시용향악보, „Koreai dalok jegyzéke”) című Csoszon (Joseon)-kori gyűjteményekből származik. További 39 dalnak csupán a címe ismert. A korjói (goryói) daloknak két reprezentatív típusa különíthető el: a szogjo (속요, sogyo) és a kjonggicshega (경기체가, gyeonggichega), az előbbi jellegzetes ismétlődő refrénnel rendelkezik, ami sokszor csupán hangutánzó szavakból áll és zenei kísérettel adták elő; a másikban pedig a kjonggi ottohaniikko (gyeonggi eoddohaniikko) (경기 어떠하니잇고) kifejezés ismétlődik minden versszak negyedik és hatodik sorában.

### Csoszon(Joseon)-kori irodalom
A Csoszon (Joseon)-kori irodalmi életet a jangban (yangban) elit, a tudós-dzsentri réteg uralta, akiktől elvárt volt, hogy értsenek a költészethez, az irodalomhoz. Az írott irodalmi nyelv a kínai íráson alapuló handzsa rendszert használta, amellyel a koreai nyelvet ültették át kínai írásjegyekre, vagy pedig kínai nyelven íródtak a művek. A koreai nyelvet leképező önálló hangul ábécé bevezetése a 15. században nem hozott nagy változást, mivel az elit réteg a kínai írást presztízskérdésnek tekintette, a hangult jobbára a nők használták, majd később fokozatosan a populáris irodalom írásává fejlődött, az irodalmi művek többsége azonban továbbra is handzsával íródott.
A tudós-dzsentri réteg szinte minden tagja foglalkozott költészettel, a legnépszerűbb műfaj a sidzso (sijo) volt, amely rím nélküli háromsoros költemény, és amelyet a Csoszon (Joseon)-időkben még tanga (danga) (단가) néven ismerték. A koreai nyelv kötött szórendje miatt a szóvégi rímek helyett inkább alliterációt használtak. Sidzsókat (Sijókat) az igen művelt kiszeng (gisaeng)ek is írtak, közülük a legismertebb Hvang Dzsini (Hwang Jin-i), akinek nyolc kínai nyelvű verse maradt fenn. A műfaj egyik legnagyobb mesterének Jun Szondo (Yun Seon-do) (윤선도) költőt tartják, aki meghonosította a hosszabb lélegzetvételű változatot.
A másik népszerű műfaj a kasza (gasa) volt, mely hosszabb, mint a sidzso (sijo), és sokszor a természet szépségéről szól. Művelői közé tartozott például Csong Cshol (Jeong Cheol) (정철) (1537–1594) és Ho Nanszolhon (Heo Nanseolheon) (허난설헌) (1563–1585), a kor egyik prominens költőnője, akinek a társadalmi konvenciókat kellett legyőznie, amelyek szkeptikusan viszonyultak a nők irodalmi tehetségéhez. A kasza (gasa) gyakorta hangullal íródott, így a köznép körében igen kedvelt volt.
A Silhak („gyakorlati tudás”) mozgalom tagjai, akik a hagyományos, elméleti tanulás helyett a praktikus tanulást népszerűsítették, a népszerű irodalomhoz is hozzájárultak, méghozzá hangullal írt művekkel. Nem csak költeményeket és szépirodalmi műveket hoztak létre így, de tudományos munkákat és filozófiai elemzéseket is.

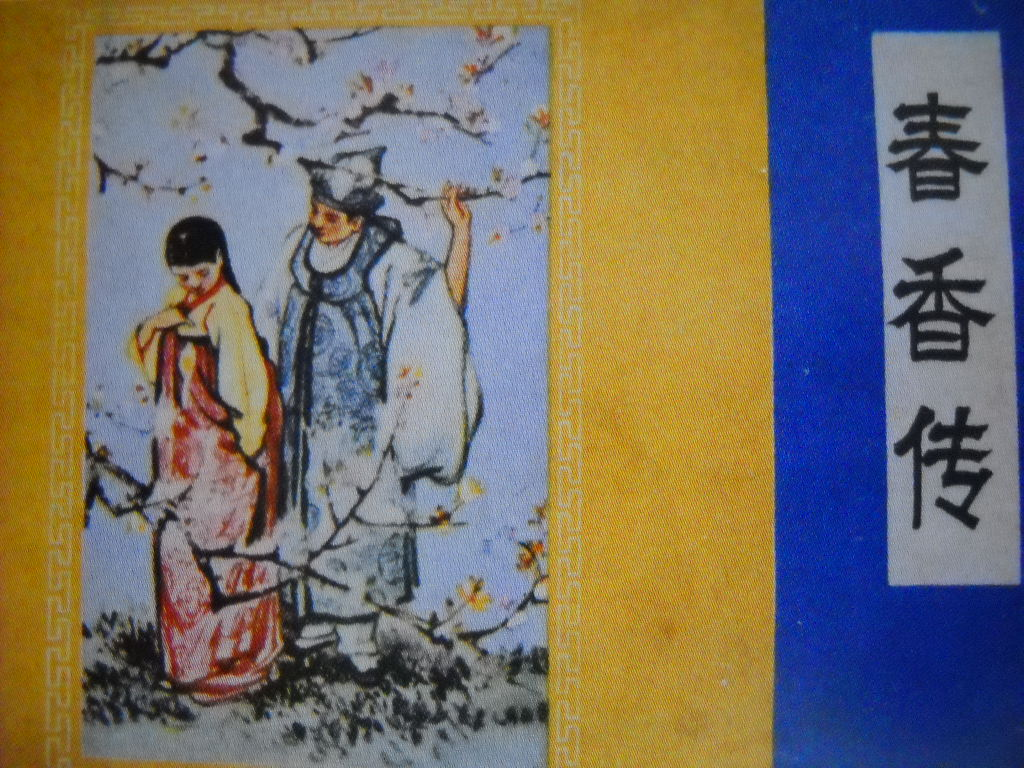
A Cshunhjang cson (Chunhyang jeon) egyik régi kiadásának borítója

Megjelentek a népi mondákat, meséket megjelenítő, vagy azokat imitáló művek is. Ekkor született az egyik legnépszerűbb koreai népi hős, Hong Gildong figurája, akit Ho Gjun (Heo Gyun) (허균) alkotott meg Hong Gildong cson (Hong Gil-dong jeon) (홍길동전, „Hong Gildong meséje”) című művében, ahol a főszereplő egyfajta Robin Hood-alak, aki gazdagoktól lop, hogy a szegényeknek adja a zsákmányt. Kim Siszup (Kim Si-seup) (김시습) a korban meglehetősen szokatlan módon műveiben kiállt a nők emancipációja és a szerelmen alapuló házasság mellett. Leghíresebb műve a Kumo Sinhva (Geumo Sinhwa) (금오신화, „Új mesék az arany teknőstől”). Néhány művet erősen áthatott a taoizmus és a buddhizmus, például Kim Mandzsung (Kim Man-jung) (김만중) Kuunmong (구운몽, „A kilenc-felhő álom”) című, hangullal íródott művét. A Silhakhoz tartozó Pak Csivon (Park Ji-won) (박지원) népszerű népies műveiben az egyszerű embereket emelte a nemesek fölé, például a Jangban cson (Yangban jeon) (양반전, „Egy jangban (yangban) története”) című művében. A legtöbb, társadalmat kritizáló, vagy a fennálló társadalmi rendet megbolygató mű írója ismeretlen. Feltehetően konfuciánus arisztokraták írták ezeket is, de névtelenek kívántak maradni. Ezek a művek sokszor szerelmi történetek, női főhőssel, vagy korrupt hivatalnokokról szólnak. Ilyen például a ma már klasszikus irodalmi műnek számító Cshunhjang cson (Chunhyang jeon) (춘향전, „Cshunhjang (Chunhyang) története”), mely egy kiszeng (gisaeng) lányának és egy állami tisztviselő fiának nem hétköznapi szerelméről szól.
Történelmi regények is megjelentek, mint az Imdzsinnok (Imjinnok) (임진록), mely a 16. századi japán invázióról szólt, vagy az Im Gjongop cson (Im Gyeong-eop jeon) (임경업전), mely Im Gjongop (Im Gyeong-eop) tábornok mandzsuk elleni harcát mutatja be. Szép számmal születtek olyan művek is, melyek a japán megszállás ideje alatt hősiesen küzdő hazafias női alakokat állították középpontba, mint például a Jodzsanggun cson (Yeojanggun jeon) (여장군전, „Egy tábornoknő története”).
Népszerűek voltak az állatokat megszemélyesítő művek, melyekben nyulak, tehenek, tigrisek, teknősök, madarak és más állatok beszéltek. Megemlítendő még a nép által művelt phanszori (pansori) „opera”, a szöveges bábjáték valamint a thalcshum (talchum), a maszkos tánc, ami egyfajta népi drámatípus.

### A modern koreai irodalom kezdete

#### Az 1920-as évek végéig

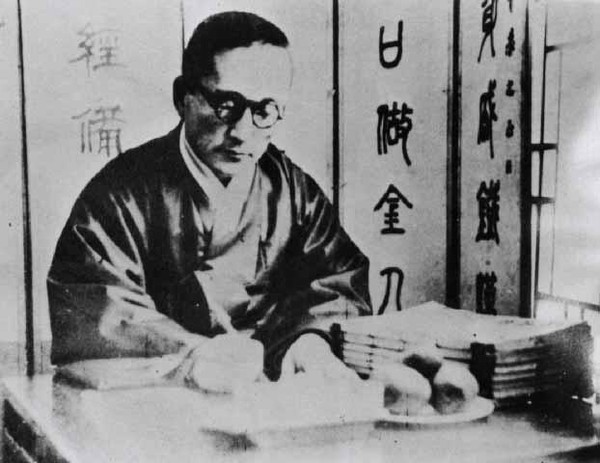
I Gvangszu (Yi Gwang-su) író

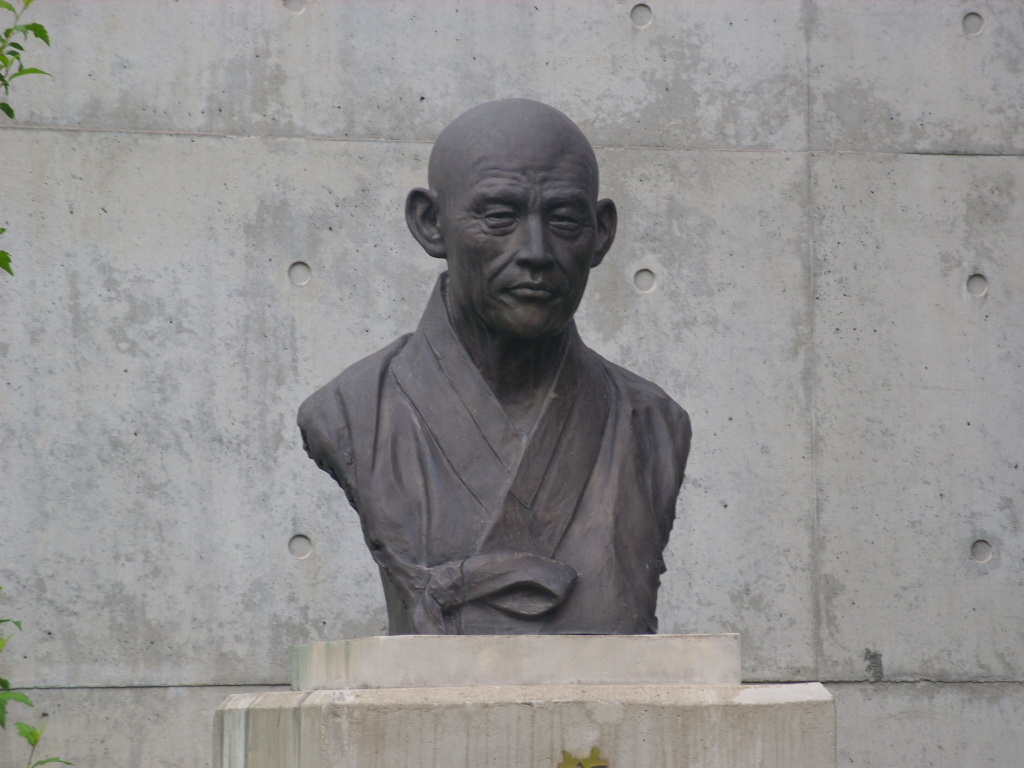
Han Jongun (Han Yong-un) költő szobra

Már az 1894-es Kabo (Gabo)-reformok előtt is léteztek olyan mozgalmak, amelyek a fejlődést, a modernizálást sürgették, ilyen volt például a szohak (서학, „nyugati tudomány”) vagy a silhak (실학, 實學), a „gyakorlati tudomány” iskolája. Mivel azonban a társadalmi-politikai változások is lassan mentek végbe, az 1890-es évek végétől körülbelül 1920-as évekig egyfajta átmeneti időszakról lehet beszélni az irodalomban is. Megjelentek az olyan újságok, mint a Tongnip Sinmun (Dongnip Sinmun) (독립신문, 獨立新聞, „Függetlenség”, angol címén: The Independent; 1896–1899) vagy a Cseguk Sinmun (Jeguk Sinmun) (제국신문, 帝國新聞, „Birodalmi Hírlap”; 1898–1910), valamint irodalmi magazinok, mint a Pjeho (Pyeheo) (폐허, 廢墟, „Romok”; 1920–1921), a Cshangdzso (Changjo) (창조, 創造, „Teremtés”; 1919–1921) és a Pekcso (Baekjo) (백조, 白潮, „Fehér ár” vagy „Hattyú”; 1922–1923). A kínai írást fokozatosan elkezdte felváltani a hangul, bár a korszak elején még jellemző volt a vegyes írású szöveg.
A reformokat követően megjelent az új regényforma, a sinszoszol (sinsoseol) (신소설), amely külföldi hatásra fejlődött ki, több mű pedig úgy született, hogy régi történeteket dolgoztak fel újra, prózában (korábban az elbeszélő művek is verses formátumúak voltak). A jelentős sinszoszol (sinsoseol) írók mint I Indzsik (이인직, Yi In-jik), I Hedzso (이해조, Yi Hae-jo) vagy Cshö Cshansik (최찬식, Choi Chan-sik) nem csak a modernizációt hirdették műveikben, de az írott és a beszélt nyelvet is megpróbálták egységesíteni. A kor egyik kiemelkedő írója I Gvangszu (Lee Gwang-su) volt, akinek 1917-ben írt Mudzsong (무정, „Szívtelen”, Mujong) című regényét az első koreai modern regényként tartják számon. 1919-ben megjelentek az első nyugati versfordítások, Kim Ok (김억, Kim Eok) Paul Verlaine-, Rémy de Gourmont, Stéphane Mallarmé-fordításai mutatták be a koreai olvasóközönségnek a francia szimbolizmust. 1921-ben jelent meg Kim első fordításkötete Onöi mudo (Onoe-ui mudo) (오뇌의 무도, „A gyötrelem tánca”) címmel.
Az 1920-as években kezdett el kibontakozni a naturalizmus a koreai prózában, Jom Szangszop (Yeom Sang-seop) (염상섭) használt először pszichológiai analízist és tudományos dokumentálást írásaiban. A kor naturalista írásainak jó része egyes szám első személyben írt narratíva, több író is a természetbe, az egyszerű népi elemekbe menekült a társadalom kitaszítottságából. Ilyen jellegű például Kim Dongin (김동인) Kamdzsa (Gamja) (감자, „Krumpli”) című novellája.
A lírára a korszak elején a kasza (gasa) és a sidzso (sijo) változatai voltak jellemzőek, 1908 és 1918 között pedig megjelent egy újfajta költészeti stílus is, ahol már nem a sor jelentette a legfontosabb összefüggő elemét a versnek, hanem a versszak. A költők többsége immáron középosztálybeli volt (korábban leginkább a jangban (yangban)ok verseltek). A korszak említésre érdemes költői közé tartozik Han Jongun (Han Yong-un) (한용운), aki buddhista költészetben keresett válaszokat a japán gyarmati időszakban felmerülő társadalmi kérdésekre, míg Kim Szovol (Kim So-wol) (김소월) a tömör, egyszerű, egyenes kifejezésmódú népi lírát képviselte.
Az 1920-as években megjelentek a női írók is, például Kim Mjongszun (Kim Myeong-sun) (김명순), aki novellákat, verseket, esszéket írt; Na Hjeszok (Na Hye-sok) (나혜석), az első koreai nő, aki nyugati festészetet tanult; és Kim Iljop (Kim Il-yeop) aki feminista folyóiratot alapított.

#### Az 1930-as és 40-es évek

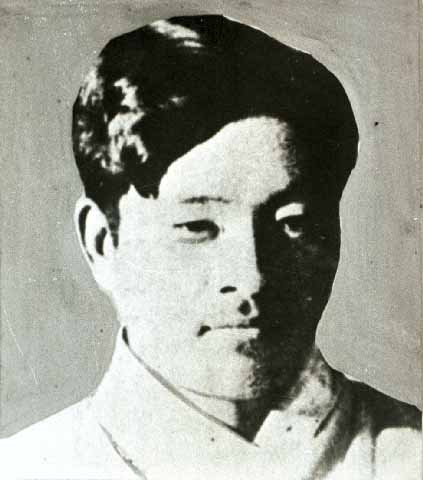
Kim Judzsong (Kim Yu-jeong) író

A korszak meghatározó irányvonala a nacionalizmus és a szárnyait bontogató szocializmus volt, melynek keretében realista és modernista művek születtek. 1925-ben megalakult a Koreai Művészek Proletár Egyesülete (조선프롤레타리아예술가동맹, Csoszon Phurolletharia Jeszulga Tongmeng (Joseon Peurolletaria Yesulga Dongmeng)), melynek írói a szocializmus terjesztését tekintették fő feladatuknak. 1935-ben feloszlatták az egyesületet, az összefogás nélkül maradt írók egy része visszatért a természethez, a szexualitáshoz és a misztikus témákhoz. A korszak legsikeresebb költője Csong Dzsijong (Jeong Ji-yong) (정지용) volt, akire William Blake és Walt Whitman voltak nagy hatással.
A korszak jelentős művei közé tartozik I Thedzsun (Yi Tae-jun) (이태준) Talbam (Dalbam) (달밤, „Holdfényes éj”; angol címén Moonlit night; 1934) című írása; Pak Thevon (Park Tae-won) (박태원) Szoszolga Kubo-ssi-i il il (Soseolga Gubo-ssi-ui il il) (소설가 구보씨의 일일, „Kubo (Gubo) író életének egy napja”; 1934), mely egy kapitalista városban tengődő burzsoá író hétköznapjairól szól; illetve a fiatalon elhunyt Kim Judzsong (Kim Yu-jeong) (김유정) Szonakpi (Sonakbi) (소낙비; „Esős varázslat”; angol címén A Rainy Spell; 1935) című műve, mely a populista humort keverte a falusi lírával.

A még mindig túlzottan patriarchális Koreában kevés hely jutott a női íróknak, költőknek, de így is akadtak, akik szembeszálltak a konvenciókkal. A korszak kiemelkedő költőnői közé tartozott Mo Junszuk (Mo Yun-suk) (모윤숙) és No Cshonmjong (No Cheon-myeong) (노천명), és mintegy egy tucat prózaírónő tevékenykedett ekkor. Kang Gjonge (Kang Gyeong-ae) (강경애) 1936-os Csihacshon (Jihachon) (지하촌, „Falu a föld alatt”) című novelláját a kor proletár irodalmának egyik legjobb darabjaként tartják számon. A kor végének írónői olyan főhősnőket alkottak, akik kezdenek elszakadni a tradicionális női szerepektől (feleség, anya), és egyre inkább önállóak, saját vágyaikat helyezik előtérbe. Az alternatív szerelem, a férfi nélküli élet is megjelenik, Cshö Dzsonghi (Choi Jeong-hui) főhősnői között például gyakoriak az egyedülálló anyák. Ekkor jelennek meg az első, prostituáltakról, illetve a női dominanciáról szóló művek is nők tollából. Irodalomkritikai szempontból a nők azonban ekkor is háttérbe szorultak, volt olyan írónő például, akit azzal vádoltak meg, hogy valójában egy férfi írta a regényét, mert „nő nem tud történelmi regényt írni.”
Az 1910-ben bevezetett japán cenzúra egyre szigorodott, az 1940-es évek elején végül betiltottak minden koreai nyelvű publikációt. A koreai irodalom illegalitásba vonult, a legtöbben hallgattak az ország japán uralom alól való felszabadulásáig. A hivatalosan megjelenő, japán nyelvű művekben, újságokban csak japán propagandáról lehetett írni azon kevés koreai írónak, újságírónak is, aki hajlandó volt együttműködni a japánokkal. Tiltott versek, művek ekkor is születtek, melyeket jobbára lefoglalt a japán csendőrség.

### Modern dél-koreai irodalom

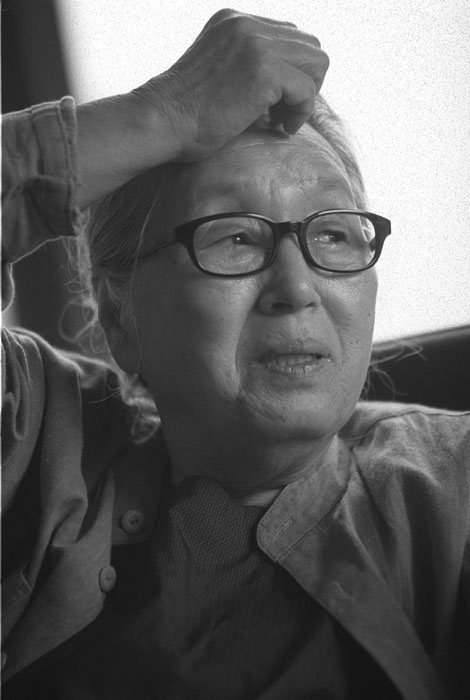
Pak Kjongni (Park Gyeong-ni)

A koreai háborút követően az 1950-es és 60-as évek dél-koreai irodalmát a háború és következményei határozták meg. A háború és az ország kettéválása nem csak a fizikai szenvedések szimbólumává vált, de az emberiség megosztottságát és a főhősök saját maguktól való elidegenedését is megjelenítette.
Az 1960-as évek egyik legfontosabb regénye Cshö Inhun (Cshoi In-hun) (최인훈) Kvangdzsang (Gwangjang) (광장, „A tér”, angol címén: The Sqaure), melynek főhőse Észak-Koreát először egy „tiszta, nyílt térhez” hasonlítja, Dél-Koreát pedig „hermetikusan zárt, fojtogató szobához”, hamarosan azonban az északi ideológiából is kiábrándul. A regény Osváth Gábor szerint „a két diktatúra szorításában fulladozó koreai értelmiség erkölcsi, eszmei válságának kórképe”, pontos korrajz.
A háború utáni irodalmi élet egyik legkiemelkedőbb írónője Pak Kjongni (Park Gyeong-ni), akinek 16 kötetes (1969–1994) Thodzsi (토지; A föld) című regényfolyamát (roman-fleuve) a koreai irodalom egyik legkiválóbb alkotásának tartják. Az 1980-as évek sikersorozata volt a Thebek szanmek (Taebaek sanmaek) (태백산맥, „Thebek (Taebaek)-hegység”; angol címén Taebaek Mountain range; 1983–1989), Cso Dzsongne (Jo Jeong-rae) (조정래) tíz kötetes regényfolyama, mely szintén a koreai háborúval foglalkozik.
Az 1970-es évektől kezdve más témakörök is foglalkoztatni kezdték az írókat, a Han folyó csodájaként emlegetett gazdasági fellendülés negatív következményekkel is járt, polarizálta a lakosságot, megjelent a társadalmi elidegenedés fogalma, a gazdagok és a szegények közötti szakadék egyre tágult. A kor meghatározó alakja Cso Szehi (Jo Se-hui) (조세희), akinek A törpe (난장이가 쏘아 올린 작은 공, Namdzsangiga sszoa ollin csagun kong (Namjangiga ssoa ollin jageun gong)) című 1976-os műve a gazdagok és szegények közötti éles ellentétet ábrázolja.
Az 1990-es évek új irodalmi trendeket teremtettek, előtérbe került az individualizmus, a személyes vágyak fontossága. Sin Gjongszuk (Shin Gyeong-suk) (신경숙) az évtized egyik legsikeresebb írónője, aki 1992-es Phunggumi ittdon csari (Punggeumi ittdeon jari) (풍금이 있던 자리, „Ahol a harmónium állt”) című művével szerzett hírnevet.
A 2000-es évek teret engedtek a „fiatalosabb”, dinamikusabb irodalomnak, és az olyan modern, digitális jelenségeknek, mint a hiperszöveges irodalom. A könnyed témák mellett a társadalmat bemutató alkotások sem maradnak el. A történelmi regények is népszerűek a 21. században, többüket meg is filmesítik, illetve televízióra adaptálják.
2018 és 2022 között 1,85 millió példányban keltek el koreai művek világszerte. Ebben az időintervallumban 776 művet fordítottak le, összesen 41 nyelvre.

### Modern észak-koreai irodalom
Észak-Koreában a kettéválást követően az irodalom elsődleges szerepe a kommunizmus eszméjének terjesztése, az új szocialista társadalom kiépítésének segítése volt. 1946-ban megalakult az Észak-koreai Irodalmi és Művészeti Szövetség, melynek legfontosabb tagjai, Ri Gijong (Ri Ki-yong) (리기영, 1896–1988), Han Szorja (Han Sor-ya) (한설야, 1901–1963), An Hamgvang (An Ham-gwang) (안함광, 1910–1982), Szong Jong (Song Yong) (송영, 1903–1979), Pak Szejong (Pak Se-yong) (박세영, 1902–1989) és Ri Donggju (Ri Tong-gy) (리동규, 1913–1951) Szöulból Phenjanba költöztek, hogy a számukra megfelelő ideológiát kövessék. A korszakra a szocialista realizmus és a forradalmi romantika volt jellemző.
A kezdeti időszakban az orosz-koreai származású Cso Gicshon (Cho Ki-chon) (조기천, 1913–1951) került középpontba. A korszak másik prominens költője Kang Szunghan (Kang Seung-han) (강승한, 1918–1950) volt, aki a Hallaszan (Hallasan) (한라산, „Halla-hegy”) című költeményével vált ismertté 1948-ban. A prózát olyan írók dominálták, akik már a gyarmati időszak alatt is a proletár irodalmat szorgalmazták, beleértve Ri Gijong (Ri Ki-yong)ot és Han Szorját (Han Sor-yát) is.

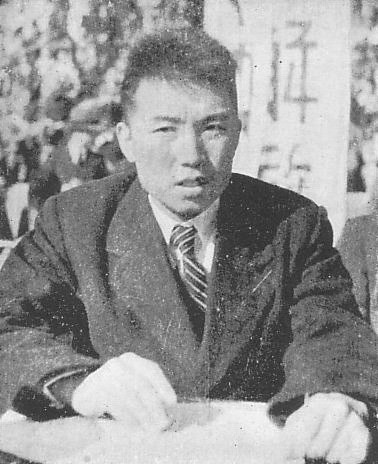
Kim Ir Szen 1946-ban

A koreai háborút követően a párt tisztogatásokat végzett és számos, délről érkezett írót eltávolítottak az irodalmi körökből. A megmaradt írók feladata az újjáépítési és gazdasági propaganda terjesztése lett. Megjelentek az olyan művek, melyek Kim Ir Szen japánellenes hősiességét és a háború alatti vezetői képességeit dicsőítették, valamint kritizálták az amerikai katonai politikát és a dél-koreai társadalmat.
Az 1960 utáni irodalom központi témája a dzsucse, valamint a „nemzeti irodalmi forma” megteremtése. A dzsucse-irodalom a 70-es évekre teljesen elfogadottá és elterjedtté vált Észak-Koreában és három kategóriára osztható. Az első Kim Ir Szen munkásságát élteti, a második a koreai szocialista állam nagyságát hangsúlyozza, a harmadik pedig a Dél-Koreával való „forradalmi újraegyesülést” propagálja.
Az 1980-as évekre két irodalmi trend volt a jellemző: a Kim Dzsongil (Kim Jong-il)-féle dzsucsepolitika propagálása és a dél-koreai történések éles kritikája, ellentétbe állítva a „szocialista állam nagyságával”. A Dél-Koreára összpontosító művek jórészt a kvangdzsui felkeléssel foglalkoznak, és eltorzítva, egyoldalúan mutatják be az eseményeket, felnagyítva a dél-koreai szegénységet, mindezt annak érdekében, hogy hangsúlyozzák a szocialista berendezkedés felsőbbrendűségét.
Az 1990-es évek előtt az észak-koreai irodalomra jellemző „szocialista éden”-megközelítés, ahol mindenki egyenlő, nemre, korra, foglalkozásra való tekintet nélkül és boldogan, idilli körülmények között él, elkezdett realisztikusabb formát ölteni. Emiatt az irodalmi váltás miatt több kritikus is úgy véli, Észak-Koreában most már megengedett, hogy más témákról is írjanak és az enyhe kritika is elfogadott. Tatiana Gabroussenko, az Ausztrál Nemzeti Egyetem kutatója szerint azonban ezek a művek nem szállnak szembe a szocialista ideológiával, a korábban felépített dzsucse-értékrenddel és társadalmi kritikát sem fogalmaznak meg. A hősök szenvedését, az ország problémáit nem a rendszer okozza, hanem a külső ellenség (az USA, Dél-Korea), akik miatt több pénzt kell költeni a védelemre (a hadseregre).

## Hagyományos koreai irodalmi műfajok

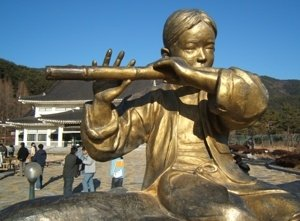
A Koreai Kasza (Gasa)múzeum előtti szobor Tamjang (Damyang)ban

A hangul írás kialakításáig az írott irodalmat kínai írással művelték, és a kínai költészetre jellemző műfajokat alkalmazták. A gyakori versformák közé tartozott a ku-si (gushi) (古诗, „régies verselés”), a lü-si (lüshi) (律诗, nyolcsoros szabályozott verselés), a paj-lü (pailü) (排律, meghatározatlan hosszúságú, párversekből álló költemény), a fu (賦, „rímes próza”), a ce (ci) (词), valamint a jüe-fu (yuefu) (乐府, népdal).
A hagyományosan koreainak mondható műfajokat Kim Hunggju (김흥규, Kim Heung-gyu) irodalomprofesszor öt részre osztotta: a lírai műfajok közé tartoznak többek között a korjói (goryeói) dalok, a hjangga (hyangga), a sidzso (sijo); az elbeszélő műfajok közé a legendák, mítoszok, sámánkántálások, a phanszori (pansori), a sinszoszol (sinsoseol) és a modern regény; a drámai műfajokhoz sorolhatóak a thalcshum (talchum) maszkos táncok, a koreai bábjáték és a modern dráma; a didaktikus műfajokhoz tartozik az akcshang (akchang) és a cshangga (changga); a kevert műfajok közé pedig a kasza (gasa), a kjonggicshega (gyeonggichaega), a jadam (yadam) és az úgynevezett „álomfeljegyzések”.

## Koreai irodalom külföldön

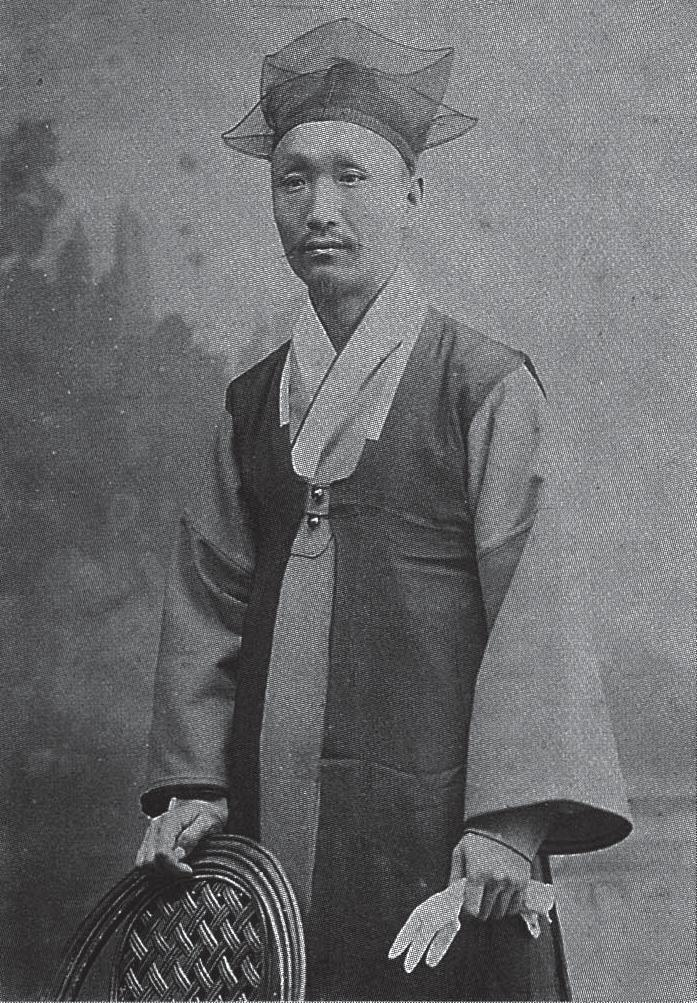
Hong Dzsongu (Hong Jong-u)

A koreai irodalom első tengerentúli debütálására az 1890-es években került sor, amikor Hong Dzsongu (Hong Jong-u), az első, Franciaországban tanuló koreai nemes segített egy francia fordítónak lefordítani a Cshunhjang cson (Chunhyang jeon)t (춘향전, „Cshunhjang (Chunhyang) története”) és a Sim Cshong cson (Sim Cheong jeon)t (심청전, „Sim Cshong története (Sim Cheong)”). Az első, angol nyelven megjelent koreai mű Kim Mandzsung (Kim Man-jung) (김만중) Kuunmong (Guunmong) (구운몽, „A kilenc-felhő álom”) című műve volt, melyet James Scarth Gale kanadai misszionárius fordított. Gale írta az első angol-koreai szótárat is. 1940-ben Japánban jelent meg egy válogatás Csoszon (Joseon)-kori művekből, 1947-ben pedig Kim Namcshon (Kim Nam-cheon) (김남천) Teha (Daeha) (대하) című regényét cseh nyelvre fordították le, ez volt az első, koreaiból (és nem közvetítő nyelvből) fordított koreai regény Csehszlovákiában.
1974-ben a Koreai Kulturális és Művészeti Alapítvány (Korean Culture and Arts Foundation, 2005 óta Arts Council Korea, 한국문화예술위원회, Hanguk Munhva Jeszul Üvonhö (Hanguk Munhwa Yesul Wiwonhoi)) elkezdte támogatni a modern koreai művek idegen nyelvű megjelentetését. Az 1980-as évektől kezdve számos fordítás készült el. 2011-es adatok szerint mintegy 1564 művet fordítottak le 34 nyelvre, 52 országban. Ezek között 292 fordítás angol nyelvű, 224 japán, 221 kínai és 214 francia, 171 német, 96 spanyol, 94 orosz és 59 cseh. Magyar nyelvre hét művet fordítottak. Ritkább nyelveken is történt fordítás, négy mű jelent meg például urdu nyelven.
A koreai hullám terjedése a koreai irodalom sikerét is növeli külföldön. Sin Gjongszuk (Shin Kyung-Sook) Vigyázzatok Anyára! című művének kiadási jogait 34 országnak sikerült eladni, az első koreai regény lett, amely felkerült a The New York Times bestsellerlistájára. 2011-ben Sin lett az első koreai, és az első nő, aki elnyerte az Man Asian Prize ázsiai irodalmi díjat. 2020-ban Pek Hina (Baek Hui-na) gyermekkönyv-írónő és illusztrátor elnyerte a neves Astrid Lindgren-emlékdíjat, Cso Namdzsu több nyelvre lefordított  Született 1982-ben című regényét pedig jelölték az amerikai Nemzeti Könyvdíjra fordítás kategóriában, valamint a francia Émile Guimet-díjra. 2024-ben I Mirine (Lee Mirinae) 8 Lives of a Century-Old Trickster című regénye elnyerte az amerikai William Saroyan nemzetközi írói díjat. 2024-ben Han Gang írónő kapta az irodalmi Nobel-díjat „intenzív költői prózájáért, amely szembenéz a történelmi traumákkal és feltárja az emberi élet törékenységét.”

### Magyarországon

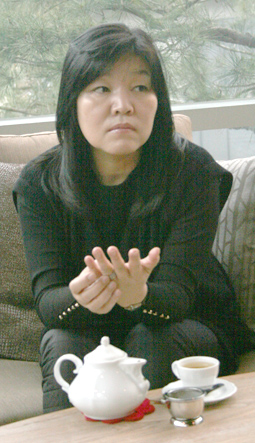
Sin Gjongszuk (Shin Kyung-Sook), a Vigyázzatok Anyára írónője

A koreai irodalom fordítása viszonylag későn kezdődött, 1950-es években jelentek meg az első koreai könyvek magyarul.
Magyarul megjelent kötetek időrendben:
- Te Gi Csen: Pektuszán, Szépirodalmi Könyvkiadó, 1952
- Csunjan szerelme, Európa Könyvkiadó, 1958
- Koreai költők 1920–1930, Európa Könyvkiadó, 1958
- Csö Sza-he (최서해): Árvíz után, Európa Könyvkiadó, 1958
- A sárkánykirály palotája (koreai népmesék), Európa Könyvkiadó, 1959
- A szerencsés nyúl (Koreai népmesék), Ifjúsági Könyvkiadó, 1962
- A három özvegy miniszter (koreai népmesék), Európa Könyvkiadó, 1966
- Kim Mandzsung (김만중): Pajzán álom (구운몽). Fordította: Harsányi Éva – Mártonfi Ferenc. Európa Könyvkiadó, 1990
- Az öt barát éneke (koreai rövidversek), Terebess, 2002
- Hvang Szun-von (황순원): Kagylóhéjak (황순원 단편선집). Fordította: Yoo Jin-Il, Szűts Zoltán. Ráció Kiadó, 2005
- A tigris intelme – koreai elbeszélések, Terebess, 2006
- Elizabeth Kim: Tízezer könnycsepp, Trivium Kiadó, 2006
- A tigris és a nyúl. Koreai mesék és történetek (한국의 설화). Fordította: Yoo Jin-Il, Szűts Zoltán. Ráció Kiadó, 2007
- Pák Ván-sza (박완서): Annak az ősznek három napja (엄마의 말뚝). Fordította: Jin Kyung-Ae, Varga Katalin. Nyitott Könyvműhely, 2007
- Cso Sze-Hi (조세희): A törpe (난장이가 쏘아 올린 작은 공). Fordította: Kim Bo-Gook, Varga Katalin. Nyitott Könyvműhely, 2007
- Lee Gil Won: Napfénypalást, Pluralica, 2011
- Shin Kyung-Sook (신경숙): Vigyázzatok Anyára!, Könyvmolyképző Kiadó, 2012
- Sun-mi Hwang: Rügy – A tyúk, aki repülésről álmodott, Athenaeum kiadó, 2014
- Lee Hyeonso: A lány hét névvel, 2015
- Yi Mun-yol: Torz hősünk, Pont kiadó, 2016
- Han Kang: A növényevő, Jelenkor, 2017
- Hong Gildong kalandjai, Édesvíz Kiadó, 2018, (Kelet Kincse)
- Han Kang: Nemes teremtmények, Jelenkor, 2018
- Mi Jin Lee: Pacsinkó, Alexandra Kiadó, 2018
- Cso Namdzsu: Született 1982-ben, Athenaeum Kiadó, 2019
- Park Dzsó-Szuk – Jon Szang-Ho: Vonat Puszánba – Zombiexpressz, Athenaeum, 2020